# 班森魔球
〈班森魔球〉（英語：Rattleballs）是《探險活寶》第五季的第46集。在卡通頻道2014年1月27日播出。本集以阿寶和老皮為主角。在這一集裡，阿寶遇到舊型剑术戰鬥機器人名為班森魔球，並得知班森魔球是很久以前由泡泡糖所製造，來保護糖果王國的精英部隊，然而破壞性太大，所以將他們全部銷毀，除了班森魔球。經過短暫的前哨戰，班森魔球證明自己不會再度威脅，所以泡泡糖寬恕並不銷毀他。